# Kostel svatého Augustina (Syrovice)
Kostel svatého Augustina je římskokatolický chrám v obci Syrovice v okrese Brno-venkov. Je chráněn jako kulturní památka České republiky. Je farním kostelem syrovické farnosti.

## Historie
Pozdně barokní kostel v Syrovicích byl postaven v roce 1775 Marií Cecílii ze Sekenberka. V letech 1862–1863 byl rozšířen o boční kaple. Jedná se o jednolodní chrám s trojboce ukončeným kněžištěm. V západním průčelí se nachází čtyřboká zvonice. Výraznou rekonstrukcí prošel v roce 1998.
U kostela se nachází hřbitov. Před kostelem stojí socha sv. Jana Nepomuckého a kamenný kříž.

## Galerie

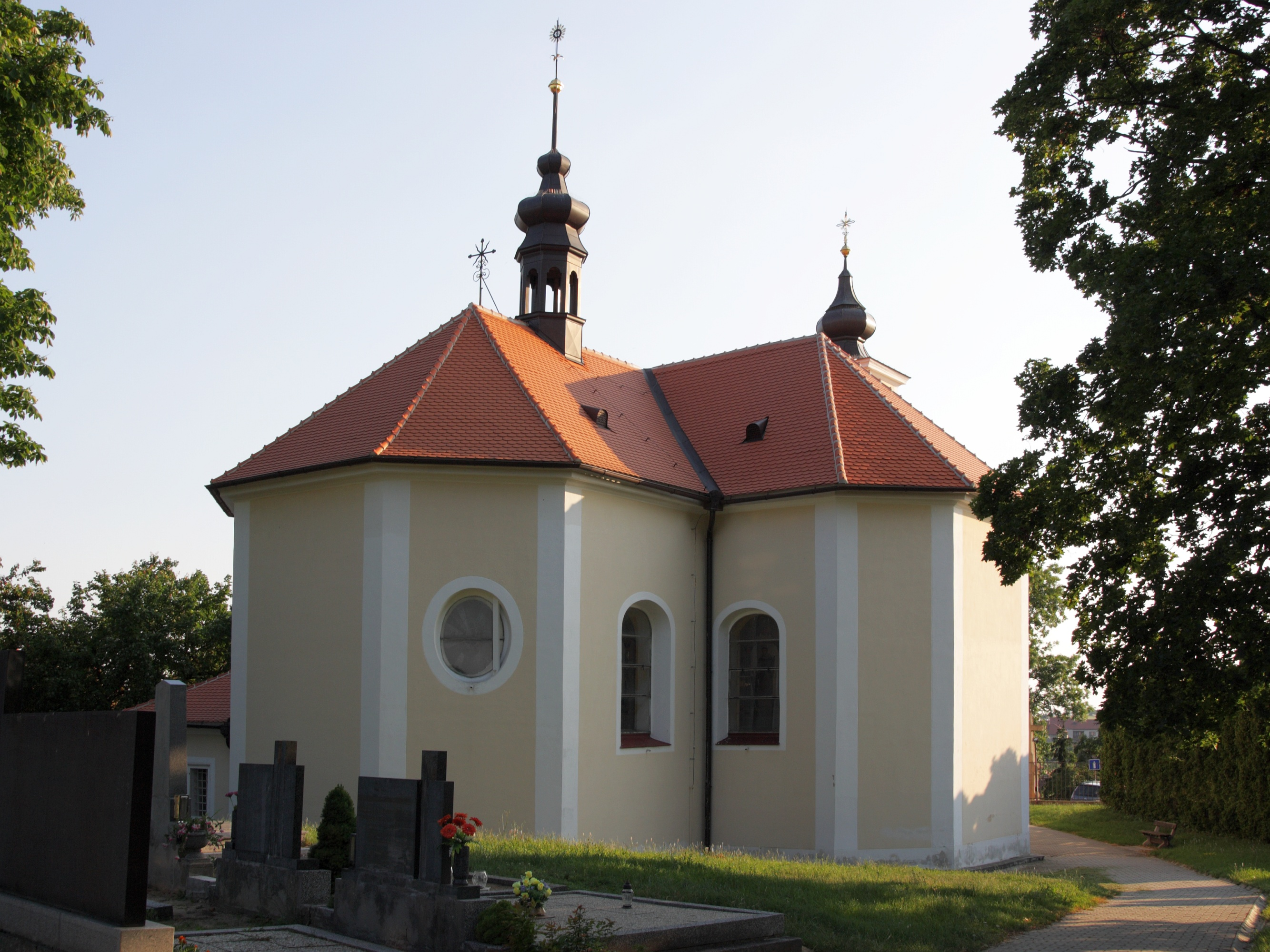
Přesbytář a boční kaple
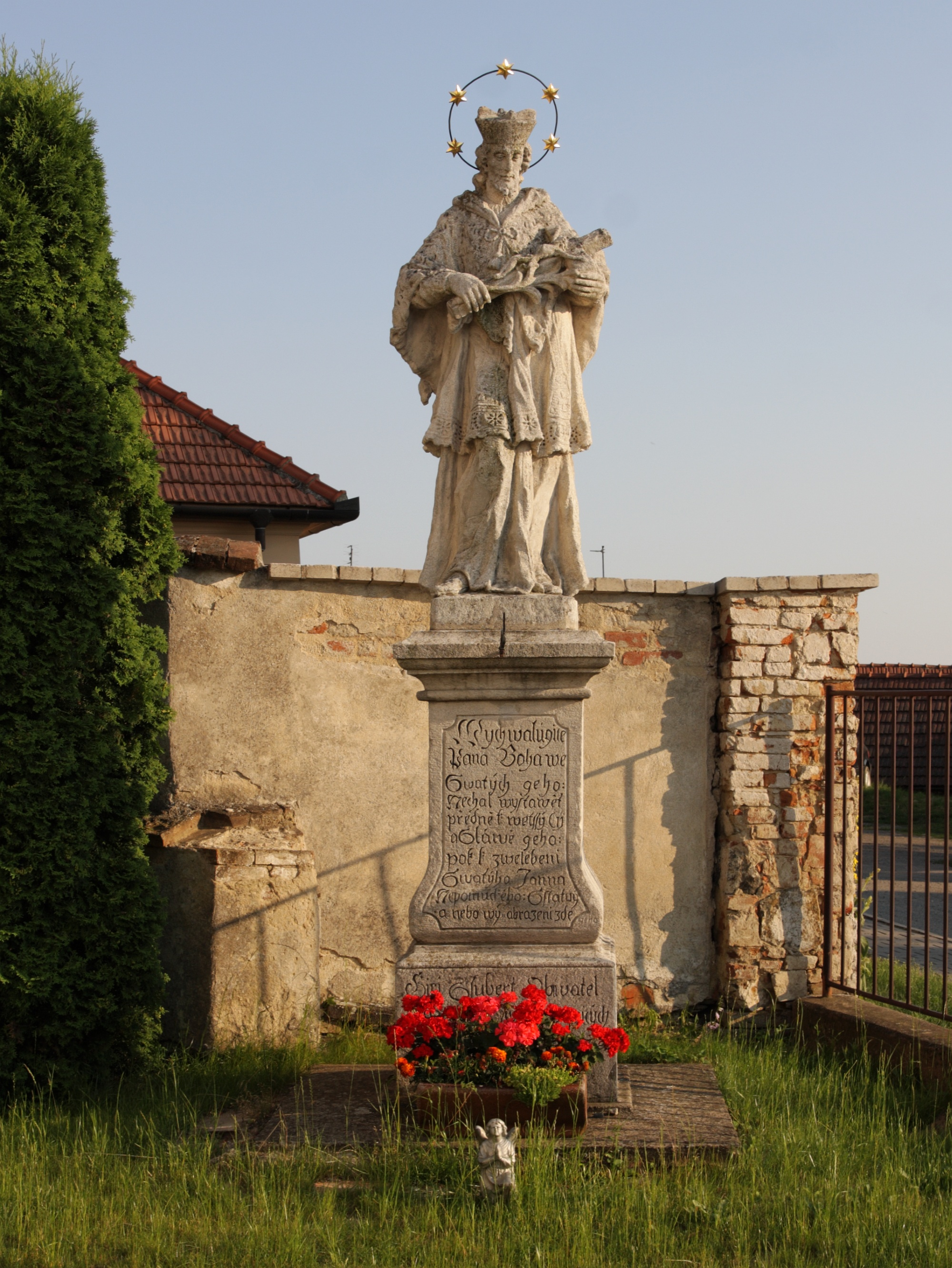
Socha sv. Jana Nepomuckého před kostelem
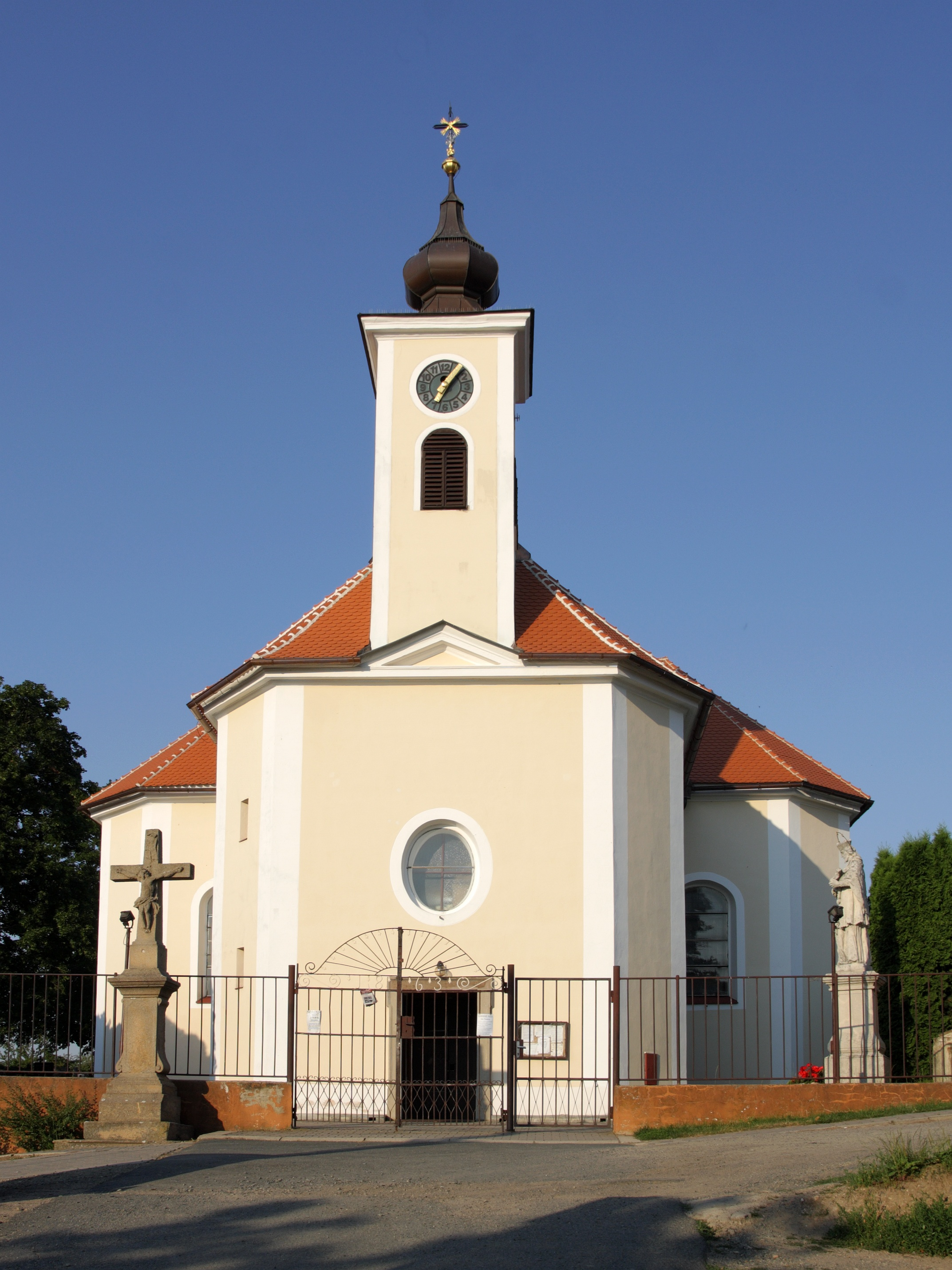
Západní průčelí se zvonicí